# 士幌町
士幌町（しほろちょう）は、北海道河東郡にある町。

## 地理
士幌町は十勝北部に位置しており、東は池田町、本別町、西は鹿追町、南は音更町、北は上士幌町に接している。南へ緩やかに傾斜している平坦地が町の区域の半分を占め、町の中央部を音更川が流れているほか、ウォップ川、パンケチン川などの河川が流れている。町の東側は佐倉山の丘陵地帯となり、居辺川流域を隔てて押帯の高台が本別町との境にある。
- 山：東ヌプカウシヌプリ (1,252 m)、佐倉山 (294 m)
- 河川：音更川、士幌川、居辺川

### 気候
士幌町は標高146 mから420 mの位置にあり、気象は内陸性気候で夏と冬の温度差が激しく、年間平均気温は7℃で、冬季は南西の季節風が強く気温は-20℃以下になるなど、寒冷である。降雨量は、年間平均913 ㎜であるが、山麓と平地では若干の差異がある。

### 人口
| |                                        |  |
| 士幌町と全国の年齢別人口分布（2005年） | 士幌町の年齢・男女別人口分布（2005年） |  |
| ■紫色 ― 士幌町 ■緑色 ― 日本全国 | ■青色 ― 男性 ■赤色 ― 女性              |  |
| 士幌町（に相当する地域）の人口の推移 \| 1970年（昭和45年） \| 7,567人 \| \| \| 1975年（昭和50年） \| 7,028人 \| \| \| 1980年（昭和55年） \| 6,979人 \| \| \| 1985年（昭和60年） \| 7,044人 \| \| \| 1990年（平成2年） \| 7,149人 \| \| \| 1995年（平成7年） \| 7,010人 \| \| \| 2000年（平成12年） \| 6,839人 \| \| \| 2005年（平成17年） \| 6,755人 \| \| \| 2010年（平成22年） \| 6,418人 \| \| \| 2015年（平成27年） \| 6,132人 \| \| \| 2020年（令和2年） \| 5,848人 \| \| |                                        |  |
| 総務省統計局 国勢調査より |                                        |  |
| 1970年（昭和45年） | 7,567人                                |  |
| 1975年（昭和50年） | 7,028人                                |  |
| 1980年（昭和55年） | 6,979人                                |  |
| 1985年（昭和60年） | 7,044人                                |  |
| 1990年（平成2年） | 7,149人                                |  |
| 1995年（平成7年） | 7,010人                                |  |
| 2000年（平成12年） | 6,839人                                |  |
| 2005年（平成17年） | 6,755人                                |  |
| 2010年（平成22年） | 6,418人                                |  |
| 2015年（平成27年） | 6,132人                                |  |
| 2020年（令和2年） | 5,848人                                |  |

## 歴史
十勝国の開発は、1886年（明治19年）の北海道庁開設によって軌道に乗り始めた。現在の士幌町への本格的な入植は、1898年（明治31年）になってからであり、岐阜県で設立した美濃開墾合資会社の一行（43戸）が同年に中士幌の現地へ入植し、大地の開拓を始めた。その後、音更町沿岸百戸分（士幌地区）の入植開拓が行われたため人々の移住が促進し、中士幌地区とともに士幌発展の基盤を築いた。
- 1898年（明治31年）：美濃開墾合資会社の一行が中士幌に入植。
- 1913年（大正02年）：堀田正恒が農地開拓を行う。
- 1921年（大正10年）：音更村（現在の音更町）から音更村、東士狩（ひがししかり）村、凋寒（しぼさむ）村の一部が分村し、川上村（かわかみむら）となる。
- 1925年（大正14年）：川合村（現在の池田町）のうち、大字居辺村の一部を編入。士幌線開通（1987年廃止）。
- 1926年（大正15年）：川上村から士幌村と改称。
- 1931年（昭和06年）：上士幌、上音更、居辺の一部が分村し、上士幌村（現在の上士幌町）となる。
- 1933年（昭和08年）：池田町大字居辺村の一部（下居辺地区）を編入。
- 1950年（昭和25年）：帯広刑務所士幌農場が開場[3]（1985年廃止）。
- 1956年（昭和31年）：士幌厚生病院が村に移管し、士幌村国保直営診療所（現在の士幌町国民健康保険病院）開設。
- 1962年（昭和37年）：町制施行し、士幌町となる。
- 1968年（昭和43年）：町章制定。
- 1994年（平成06年）：士幌町総合研修センターオープン。岐阜県美濃市と「姉妹都市」提携。
- 1997年（平成09年）：道の駅ピア21しほろオープン（2017年移転リニューアル）。
- 1999年（平成11年）：北海道道661号士幌然別湖線（士幌高原道路）未着工区間の建設中止決定。
- 2004年（平成16年）：士幌町食品加工研修センター完成[4]。
- 2006年（平成18年）：しほろ温泉プラザ緑風が道の駅（道の駅しほろ温泉）登録。
- 2009年（平成21年）：「士幌町まちづくり基本条例」制定。
- 2016年（平成28年）：十勝圏域6消防本部を統合したとかち広域消防事務組合業務開始。

## 姉妹都市
- 美濃市（岐阜県）
  - 1994年（平成6年）提携[5]

## 行政
町長：髙木康弘 
- 士幌町役場
  - 中士幌出張所

## 議会
- 議員定数：12名
- 議会
  - 定例会（3月、6月、9月、12月）
  - 臨時会
- 委員会
  - 常任委員会
    - 総務文教常任委員会
    - 産業厚生常任委員会

  - 特別委員会
    - 議会広報特別委員会

  - 議会運営委員会

## 官公署
道の機関
- 十勝総合振興局十勝農業改良普及センター十勝北部支所

## 公共施設
- 士幌町総合研修センター
- 士幌町多目的研修集会施設
- 士幌町総合福祉センター
- 士幌町子ども交流センターこもれび
- 士幌町伝統農業保存伝承館・美濃の家
- 士幌町農業会館
- 士幌町食品加工研修センター
- 士幌町民プール
- 士幌町総合グランド
- しほろ清流パークゴルフ場
- 中士幌の森パークゴルフ場
- しほろ温泉パークゴルフ場
- 士幌チセ・フレップ
- 士幌高原ヌプカの里
- 士幌聖苑

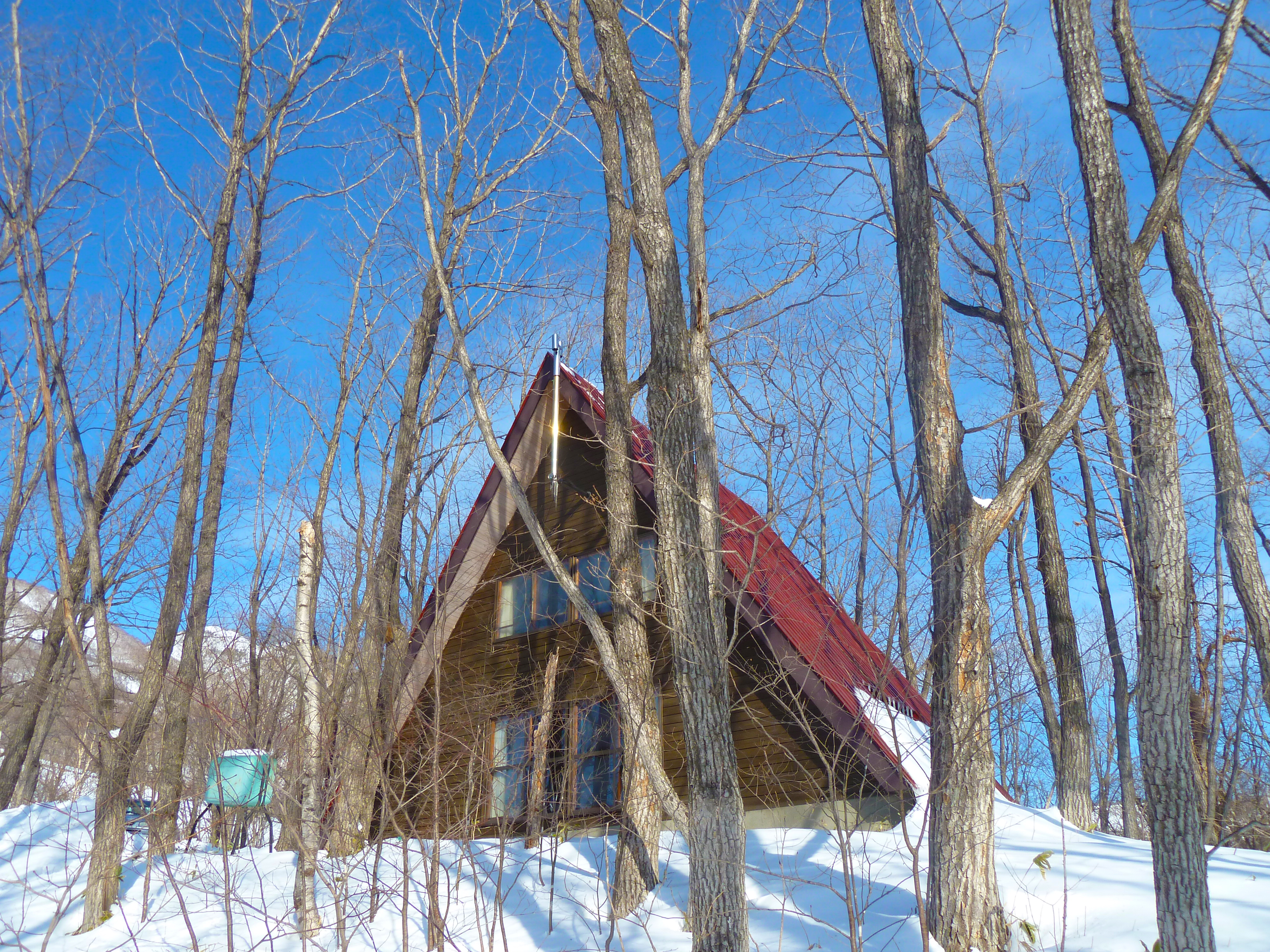
士幌チセ・フレップ（2010年10月）

## 公的機関
警察
- 帯広警察署士幌駐在所、中士幌駐在所

消防
- とかち広域消防事務組合士幌消防署

病院
- 士幌町国民健康保険病院

## 教育機関
高等学校
- 北海道士幌高等学校

中学校
- 士幌町立士幌町中央中学校

小学校
- 士幌町立士幌小学校
- 士幌町立中士幌小学校
- 士幌町立上居辺小学校

認定こども園
- 士幌町認定こども園なかよし

保育園・へき地保育所
- 中士幌保育園
- 上居辺へき地保育所
- 佐倉へき地保育所
- 川西へき地保育所

## 経済・産業
基幹産業は農業であり、士幌町農業協同組合（JA士幌町）関連のでん粉工場、麦乾燥貯蔵施設、馬鈴薯加工処理施設など大規模施設がある。また、町内には1か所で500から3,500頭を飼育するリースによる肉牛肥育センターが18か所、10戸で450 haの草地を持つリースによる酪農団地、350頭飼育する育成牛預託施設、1日50頭を処理する食肉処理施設など農畜産物の生産と加工に関わる施設が立地している。
組合
- 士幌町農業協同組合（JA士幌町）[8]
- 北海道農業共済組合（NOSAI北海道）十勝北西部支所士幌出張所[9]
- 全国農業協同組合連合会（JA全農）ET研究所全農繁殖義塾[10]
- 十勝大雪森林組合士幌事業所

スーパーマーケット
- JA士幌町
  - Aコープ士幌店（ASPO）

金融機関
- 帯広信用金庫士幌支店
- JAバンク北海道（北海道信用農業協同組合連合会）JA士幌町本所

郵便局
- 士幌郵便局（集配局）
- 中士幌郵便局
- 居辺郵便局

宅配便
- ヤマト運輸十勝士幌センター
- 佐川急便本別営業所（所在地は本別町）

## 交通

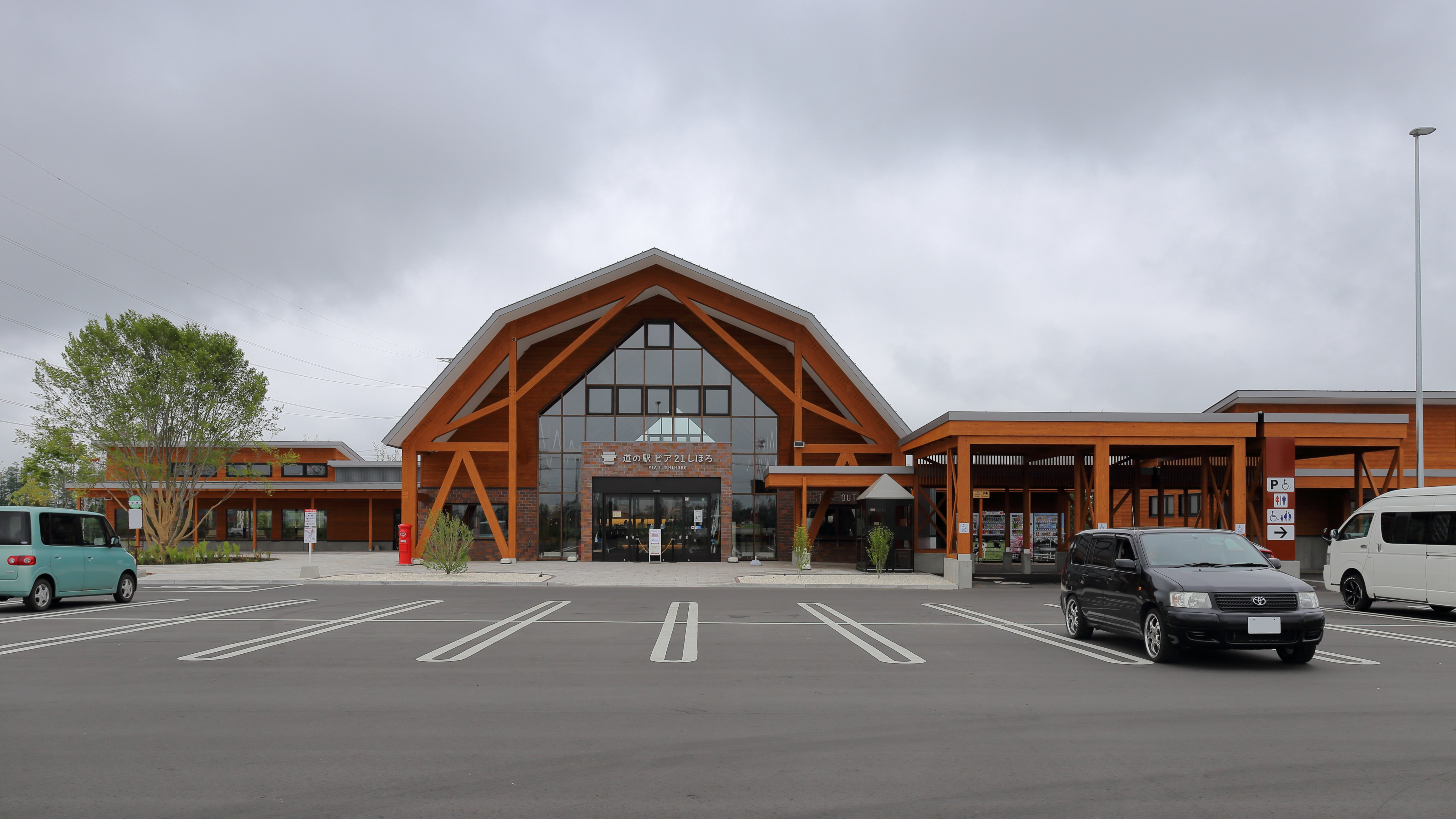
道の駅ピア21しほろ（2017年6月）

### 鉄道
町内を鉄道路線は通っていない。鉄道を利用する場合の最寄り駅は、JR北海道根室本線帯広駅。

#### 廃止された鉄道
かつては日本国有鉄道（国鉄）士幌線や北海道拓殖鉄道、十勝管内で唯一運用していた殖民軌道居辺線（池田町高島駅から士幌温泉まで）が通っていたが、いずれも廃止となった。

### バス
- 士幌町コミュニティバス
- 十勝バス
- 北海道拓殖バス
- 北海道拓殖バス・十勝バス・道北バス（共同運行）「ノースライナー号」

### タクシー
- 士幌ハイヤー

### 道路
町内を通る幹線道路は、シーニックバイウェイの「十勝平野・山麓ルート」になっている。
- 一般国道
  - 国道241号（国道273号との重用区間であり、国道274号との重用区間もあり）
  - 国道274号
- 都道府県道
  - 北海道道134号本別士幌線
  - 北海道道316号上士幌音更線
  - 北海道道337号上士幌士幌音更線
  - 北海道道417号士幌停車場線
  - 北海道道496号下居辺高島停車場線
  - 北海道道596号中士幌停車場線
  - 北海道道661号士幌然別湖線（士幌高原道路）
  - 北海道道771号笹川士幌線
  - 北海道道1144号士幌上士幌線
- 道の駅
  - ピア21しほろ
  - しほろ温泉

## 観光・レジャー
- 士幌高原ヌプカの里
- 農村自然公園
- 農協記念館
- 道の駅ピア21しほろ
- 士幌町伝統農業保存伝承館・美濃の家
- しほろ温泉プラザ緑風（道の駅しほろ温泉）

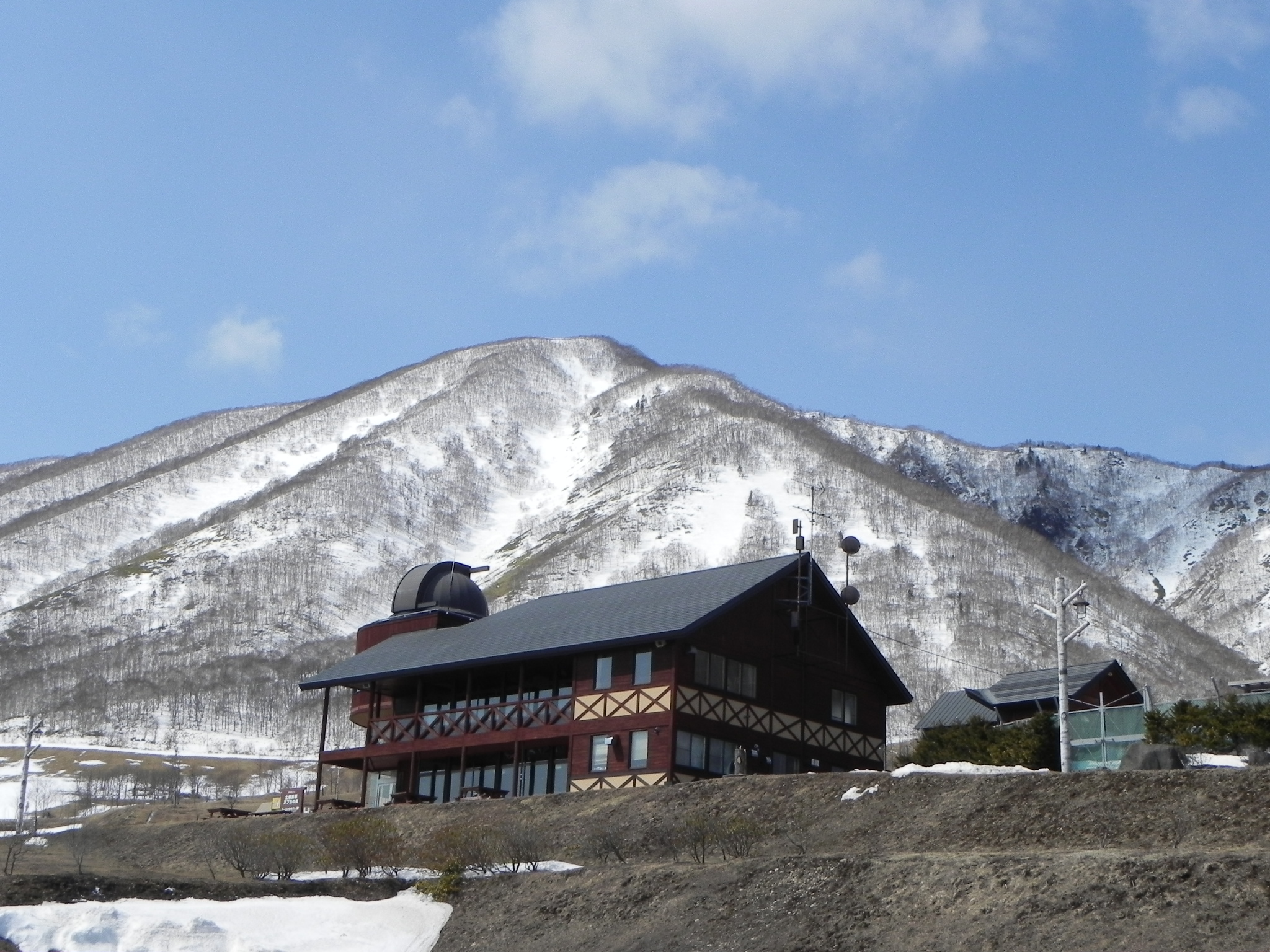
東ヌプカウシヌプリと士幌高原ヌプカの里（2011年4月）
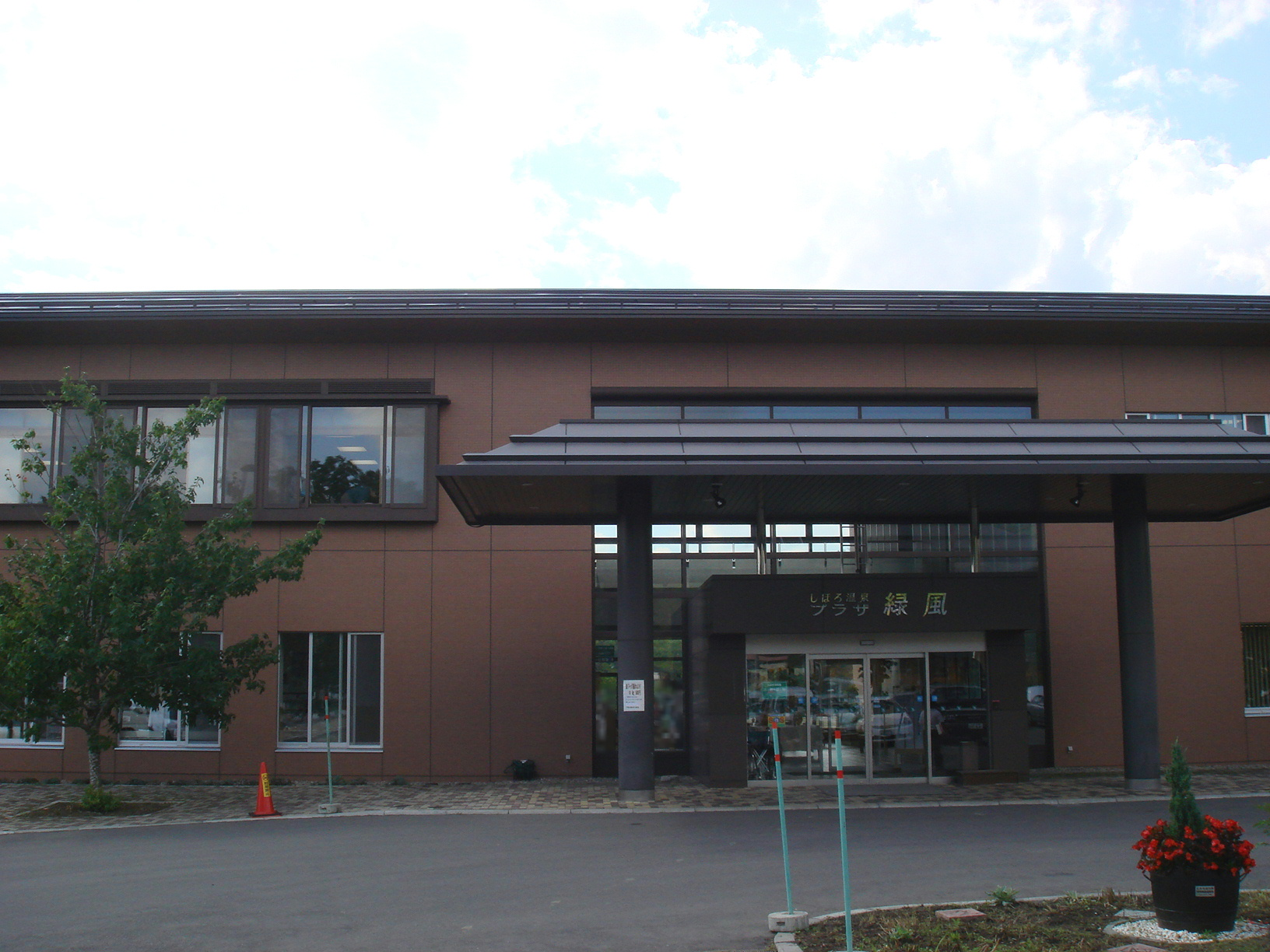
しほろ温泉プラザ緑風（道の駅しほろ温泉）（2008年9月）

## 祭事・催事
- しほろっち夏祭り・花火大会（7月）
- しほろ7000人のまつり（8月）
- しほろ収穫祭（10月）

## 名産・特産
- ジャガイモ
- ポテトチップス
- しほろ牛
- チーズ
- ミニトマト
- アイスクリーム
- シーベリー

## ジャガイモンプロジェクト
士幌町の民間地域おこし団体。

## 士幌町が舞台（ロケ地）となった作品
ドラマ
- 『なつぞら』

## 人物
ゆかりのある人物
- 太田寛一 - 元士幌農協組合長、元ホクレン会長、元全農会長、よつ葉乳業創業者。